# Pular
Pular je název vulkanického hřbetu, tvořeného stratovulkánem Pular (severovýchodní okraj – 6233 m) a dvěma troskovými kužely Pajonales (jihozápadní okraj – 5732, resp. 5958 m), nacházejícího se v regionu Antofagasta v severní části Chile, asi 15 km západně od argentinských hranic. Stáří komplexu se odhaduje na pleistocén, ale některé části jsou pravděpodobně holocenního věku (troskové kužele Pajonales jsou nejmladšími sopečnými útvary komplexu). V roce 1990 byla hlášena menší explozivní erupce z okolí komplexu Pular, ale nepodařilo se přesně lokalizovat její centrum.